# SN 2007mk
SN 2007mk – supernowa typu Ia odkryta 8 października 2007 roku w galaktyce A235617-0030. W momencie odkrycia miała maksymalną jasność 22,10m.